# Епархия Таубате
Епархия Таубате (лат. Dioecesis Taubatensis) — епархия Римско-Католической церкви с центром в городе Таубате, Бразилия. Епархия Таубате входит в митрополию Апаресиды. Кафедральным собором епархии Таубате является церковь святого Франциска Ассизского.

## История
7 июня 1908 года Святой Престол учредил епархию Таубате, выделив её из архиепархии Сан-Паулу. В этот же день епархия Таубате вступила в митрополию Сан-Паулу.
В следующие годы епархия Таубате передала часть своей территории новым церковным структурам:
- 4 июля 1924 года — епархии Сорокабы (сегодня — Архиепархия Сорокабы);
- 31 июля 1937 года — епархии Лорены;
- 19 апреля 1958 года — архиепархии Апаресиды. В этот день епархия Таутабе вошла в митрополию Апаресиды;
- 9 июня 1962 года — епархии Можи-дас-Крузеса;
- 30 января 1981 года — епархии Сан-Жозе-дус-Кампуса

## Ординарии епархии
- епископ Epaminondas Nuñez de Ávila e Silva (29.04.1909 — 29.06.1935)
- епископ André Arcoverde de Albuquerque Cavalcanti (8.08.1936 — 8.11.1941)
- епископ Francisco do Borja Pereira do Amaral (3.10.1944 — 5.05.1976)
- епископ José Antônio do Couto (5.05.1976 — 6.08.1981)
- епископ Antônio Afonso de Miranda (6.08.1981 — 22.05.1996)
- епископ Carmo João Rhoden (22.05.1996 — по настоящее время)

## Источник
- Annuario Pontificio, Ватикан, 2005